# Pasarelos
Pasarelos (llamada oficialmente San Román de Pasarelos) es una parroquia española del municipio de Oroso, en la provincia de La Coruña, Galicia.

## Entidades de población
Entidades de población que forman parte de la parroquia:
- La Iglesia (A Igrexa)
- San Román (San Román o Pasarelos)
- Seijo (Seixo)
- Bieiro (O Vieiro)

## Demografía
| Gráfica de evolución demográfica de Pasarelos entre 2000 y 2019 |
|                                                                 |
| Datos según el nomenclátor publicado por el INE.                |